# Al-Jazeera
 Der er for få eller ingen kildehenvisninger i denne artikel, hvilket er et problem. Du kan hjælpe ved at angive troværdige kilder til de påstande, som fremføres i artiklen.

Al-Jazeera (arabisk: الجزيرة al-Ǧazīrä, betyder "Øen") er en arabisk tv-station, som sender fra Doha, Qatar. Den startede med arabiske nyheder, men senere kom internationale nyheder til, og tv-stationen har i dag mange forskellige kanaler. Al-Jazeera International sender bl.a. arabiske nyheder på engelsk til hele verden via satellit. Al-Jazeera har nyhedsafdelinger i Doha, Kuala Lumpur, London og Washington DC, samt nyhedsbureauer over hele verden.
Stationen har haft stor indflydelse på meningsdannelsen blandt befolkningen i Mellemøsten, da det var den første arabisk-sprogede tv-station, der sendte nyheder til hele området. Stationen startede sine udsendelser 1. november 1996. Stationen er 100% ejet af Sheik Hamad bin Thamer Al Thani, som er nært relateret til Qatars konge. 
Siden 15. november 2006 har det været muligt at modtage Al-Jazeera International via satellit i Danmark. Al Jazeera på engelsk kan også ses på internettet.
I følge dem selv, har Al-Jazeera over 3.000 ansatte fra mere end 70 lande, og deres udsendelser modtages af mere end 310 mio. husholdninger i over 100 lande.
I forbindelse med Golfkrisen 2017 krævede Saudi-Arabien, Bahrain, De Forenede Arabiske Emirater og Egypten d. 5. juni, at Al-Jazeera skulle nedlægges. Kravet er sidenhen ændret til, at stationen bør omstruktureres.

## Al Jazeeras netværk
Al Jazeera havde i 2007 flere specialiserede kanaler ved siden af sit oprindelige flagskib, nyhedskanalen. I starten af 2007 inkluderede disse:
- Al Jazeera

Den oprindelige internationale arabiske 24 timers nyhedskanal, som startede i 1996 (hjemmeside)
- Al Jazeera Sports

En populær arabisk sportskanal, som startede i 2003 (hjemmeside Arkiveret 5. januar 2013 hos  Wayback Machine)
- Al Jazeera Sports +1

Sender det samme som Al-Jazeera Sports, 1 time forskudt
- Al Jazeera Sports +2

Sender det samme som Al-Jazeera Sports, 2 timer forskudt
- Al Jazeera Live/Al Jazeera Mobasher

En direkte kanal, der sender politiske konferencer og andet af offentlig interesse uden redigering eller kommentarer. Startede i 2005.
- Al Jazeera Childrens Channel

En tv-kanal for børn. Startede i 2005.
- Al Jazeera English

En global engelsksproget 24-timers nyhedskanal, som startede i 2006.
- Al Jazeera Documentary

Arabisksproget kanal til dokumentarudsendelser. Startede i 2007.

## Fremtiden
- Al Jazeera Urdu: en Urdusproget kanal, som fortrinsvis skal dække det sydlige Asien.

### Overvejelser
Al-Jazeera overvejer at lave nedenstående:
- En musikkanal
- En international avis.